# Società Sportiva Lazio 2005-2006
Questa voce raccoglie le informazioni riguardanti la Società Sportiva Lazio nelle competizioni ufficiali della stagione 2005-2006.

## Stagione
La stagione 2005-2006 della Lazio è stata la 63ª in Serie A e la 76ª complessiva in massima serie. Le Aquile iniziano la stagione per la prima volta con il mister Delio Rossi, successore di Giuseppe Papadopulo. La stagione si apre il 17 luglio in occasione del terzo turno della Coppa Intertoto che mette di fronte alla Lazio i finlandesi del Tampere United; la partita viene agevolmente superata per 3-0 grazie ai gol di Manuel Belleri, Tommaso Rocchi e Paolo Di Canio. Il 23 luglio va in scena la partita di ritorno e la partita finisce 1-1 e grazie al complessivo di 4-1 la Lazio vola in semifinale. Quattro giorni dopo, in occasione della partita di ritorno della semifinale, la lazio affronta i francesi dell'Olympique Marsiglia; la partita viene pareggiata 1-1. Il 3 agosto la Lazio viene battuta, e quindi eliminata dalla Coppa Intertoto, dall'Olympique Marsiglia per 3-0.
Il campionato inizia il 28 agosto 2005 e vede la Lazio ospitare il Messina; i biancocelesti vincono per 1-0 con una rete di Goran Pandev. In tale occasione, la Lazio gioca con il lutto al braccio per onorare la memoria di Giuliano Fiorini scomparso in estate. La Lazio incorre nella prima sconfitta stagionale con il Milan, a Milano, per 2-0. Il 23 ottobre si gioca il Derby di Roma, partita come sempre accesa, piena di foga e ne risulta una partita molto tattica ed equilibrata. La Roma va in vantaggio con Francesco Totti al 40º, ma Tommaso Rocchi pareggia di testa al 57º. Il primo successo esterno arriva il 27 novembre contro l'Empoli per 3-2. Per la Lazio la prima partita di Coppa Italia vede di fronte, negli ottavi di finale, il Cittadella che viene eliminato battendolo a Roma per 2-0 e pareggiando in trasferta per 0-0. A metà campionato la Lazio totalizza 28 punti, nona a pari punti con la Sampdoria.
Nei quarti di finale di Coppa Italia, l'avversaria è l'Inter e dopo il pareggio a Roma per 1-1, la Lazio perde per 1-0 a Milano. Il 26 febbraio 2006 va in scena il secondo derby stagionale che vede vincere la Roma per 2-0. Il 30 aprile 2006, grazie alla vittoria per 1-0 contro il Lecce, la Lazio conquista matematicamente la qualificazione alla Coppa UEFA. La Lazio finisce il campionato in sesta posizione, con 62 punti dietro Juventus, Milan, Inter, Fiorentina e Roma.
A tre giornate dalla fine del campionato uno scandalo turba il mondo del calcio italiano dove risulta essere implicata anche la Lazio.
Dopo i vari processi, in prima istanza la Lazio viene condannata alla retrocessione in Serie B. In secondo grado la pena fu commutata in trenta punti di penalizzazione per la stagione 2005-2006 e undici per quella successiva. Nel terzo e ultimo grado di giudizio fu confermata la penalizzazione di trenta punti per la stagione appena conclusa, con conseguente esclusione dalla Coppa UEFA, e tre punti di penalizzazione da scontare nella stagione successiva. Alla luce di tutto ciò il club romano finisce ufficialmente la stagione 2005-2006 al 16º posto in classifica con 32 punti.

## Divise e sponsor
Presso il campo sportivo Mulin da Coi, sono state presentate le nuove maglie della Lazio da Marco Canigiani del marketing biancoceleste e Furio Focolari, responsabile delle relazioni esterne della Puma. I giocatori Paolo Di Canio, César, Roberto Baronio, Angelo Peruzzi e Tommaso Rocchi fecero da modelli indossando le nuove divise.
Lo sponsor ufficiale per la stagione 2005-2006 è INA Assitalia, compagnia assicuratrice appartenente al gruppo Assicurazioni Generali e operante sul mercato italiano. Compare sulle maglie biancocelesti a partire dalla 7ª giornata di campionato e in Coppa Italia dalla gara di ritorno degli ottavi di finale. Non previsto lo sponsor per le gare di Coppa Intertoto.
| Casa | Trasferta | Terza divisa | Portiere |

La composizione delle divise è la seguente:
- Casa: la maglia è celeste, il pantaloncino è bianco e calzettoni celesti.
- Trasferta: la maglia è bianca con delle linee nere ai lati. Stessa cosa vale per i pantaloncini mentre i calzettoni sono neri.

Va ricordato che, a seconda dei colori della squadra avversaria, i pantaloncini e i calzettoni possono essere abbinati in modo differente.

## Organigramma societario
Area direttiva
Consiglio di gestione
- Presidente: Claudio Lotito
- Consigliere: Marco Moschini

Consiglio di sorveglianza
- Presidente: Giovanni Gilardoni
- Vicepresidente: Antonio Nottola
- Consiglieri: Avilio Presutti, Fausto Canzoni, Paolo Mereu

Area organizzativa
- Direzione Organizzativa: Giovanni Gardini
- Segreteria Generale: Gianpiero Persichetti, Felice Pulici, Elena Rendina
- Team Manager: Maurizio Manzini
- Direzione Amm.va e Controllo di Gestione / Investor Relator: Marco Cavaliere
- Direzione Legale e Contenziosi: Francesca Miele
- Direzione Organizzativa Centro Sportivo di Formello, Uffici, Country Club, Stadio: Giovanni Russo
- Direzione Settore Giovanile: Giulio Coletta

Area marketing
- Direzione Area Commerciale e Marketing: Claudio Lotito

Area comunicazione
- Direzione Relazioni Esterne e Comunicazione: Claudio Lotito
- Responsabile Relazioni Esterne e Comunicazione: Antonio Agnocchetti
- Ufficio Stampa: Cristina Moretti

Area tecnica
- Direttore Sportivo: Carlo Osti
- Allenatore: Delio Rossi
- Allenatore in seconda: Fedele Limone
- Preparatori atletici: Valter Vio, Adriano Bianchini
- Preparatore dei portieri: Adalberto Grigioni

Area sanitaria
- Direttore sanitario: dott. Alfredo Carfagni
- Coordinatore staff sanitario e medico sociale: dott. Bernardino Petrucci
- Medico sociale: dott. Stefano Salvatori

## Rosa
| N. |                      | Ruolo | Calciatore           |
| -- | -------------------- | ----- | -------------------- |
| 1  | Italia (bandiera)    | P     | Angelo Peruzzi       |
| 2  | Italia (bandiera)    | D     | Guglielmo Stendardo  |
| 3  | Italia (bandiera)    | C     | Roberto Baronio      |
| 4  | Italia (bandiera)    | C     | Fabio Firmani        |
| 5  | Italia (bandiera)    | D     | Felice Piccolo       |
| 6  | Francia (bandiera)   | C     | Ousmane Dabo         |
| 7  | Italia (bandiera)    | D     | Manuel Belleri       |
| 8  | Italia (bandiera)    | D     | Luciano Zauri        |
| 9  | Italia (bandiera)    | A     | Paolo Di Canio       |
| 10 | Brasile (bandiera)   | C     | César (capitano)     |
| 10 | Italia (bandiera)    | C     | Massimo Bonanni      |
| 11 | Italia (bandiera)    | A     | Roberto Muzzi        |
| 11 | Italia (bandiera)    | C     | Stefano Mauri        |
| 13 | Italia (bandiera)    | D     | Sebastiano Siviglia  |
| 14 | Italia (bandiera)    | D     | Lorenzo De Silvestri |
| 16 | Argentina (bandiera) | D     | Matías Lequi         |
| 16 | Italia (bandiera)    | D     | Andrea Giallombardo  |

| N. |                               | Ruolo | Calciatore                   |
| -- | ----------------------------- | ----- | ---------------------------- |
| 17 | Albania (bandiera)            | A     | Igli Tare                    |
| 18 | Italia (bandiera)             | A     | Tommaso Rocchi               |
| 19 | Macedonia del Nord (bandiera) | A     | Goran Pandev                 |
| 20 | Italia (bandiera)             | C     | Fabio Liverani (capitano)    |
| 21 | Italia (bandiera)             | A     | Simone Inzaghi               |
| 22 | Italia (bandiera)             | D     | Massimo Oddo (vice-capitano) |
| 24 | Slovenia (bandiera)           | P     | Samir Handanovič             |
| 25 | Brasile (bandiera)            | D     | Emílson Sánchez Cribari      |
| 26 | Belgio (bandiera)             | C     | Gaby Mudingayi               |
| 31 | Danimarca (bandiera)          | C     | Christian Thielsen Keller    |
| 32 | Italia (bandiera)             | P     | Marco Ballotta               |
| 33 | Italia (bandiera)             | P     | Matteo Sereni                |
| 68 | Costa d'Avorio (bandiera)     | C     | Christian Manfredini         |
| 85 | Svizzera (bandiera)           | C     | Valon Behrami                |
| 86 | Italia (bandiera)             | D     | Simone Sannibale             |
| 86 | Brasile (bandiera)            | C     | Guilherme Siqueira           |

## Calciomercato
La Lazio, durante la sessione estiva, acquista il centrocampista svizzero Valon Behrami, in comproprietà, dal Genoa, il centrocampista belga Gaby Mudingayi e il centrocampista danese Christian Thielsen Keller, entrambi svincolati dal Torino, i difensori svincolati Sebastiano Siviglia (già la stagione precedente in prestito dal Parma) e Guglielmo Stendardo, l'attaccante albanese Igli Tare dal Bologna, il difensore Andrea Giallombardo in prestito dal Livorno, il difensore Felice Piccolo in prestito dalla Juventus, i difensori Manuel Belleri e il brasiliano Emílson Sánchez Cribari, rispettivamente in comproprietà e in prestito dall'Udinese, il portiere Marco Ballotta, svincolatosi dal Treviso, e il centrocampista Fabio Firmani svincolatosi dal Catania. Vengono ceduti: Claudio De Sousa e Roberto Muzzi al Torino, Miguel Mea Vitali al Levadeiakos dopo rescissione contrattuale, Dino Baggio alla Triestina, Fernando Couto al Parma, Giuliano Giannichedda alla Juventus e Paolo Negro al Siena come svincolati, Matías Lequi al Celta Vigo e Simone Sannibale alla Salernitana in prestito, Claudio López, acquistato dall'América dopo un anno in prestito, il giovane Braian Robert al La Plata e in più i vari giocatori della passata stagione prelevati in prestito ma non confermati.
A gennaio vengono acquistati il portiere sloveno Samir Handanovič e il centrocampista Stefano Mauri in prestito dall'Udinese, il centrocampista Massimo Bonanni in prestito dal Palermo e il difensore brasiliano Guilherme Siqueira in prestito dall'Inter, oltre all'acquisto definitivo di Behrami dal Genoa. Mentre vengono ceduti Roberto Baronio in prestito all'Udinese, César a titolo definitivo all'Inter e Matteo Sereni in prestito al Treviso.

### Sessione estiva
| Acquisti | Acquisti                  | Acquisti  | Acquisti                  |
| R.       | Nome                      | da        | Modalità                  |
| -------- | ------------------------- | --------- | ------------------------- |
| P        | Marco Ballotta            | Treviso   | svincolato                |
| D        | Manuel Belleri            | Udinese   | compartecipazione         |
| D        | Emílson Sánchez Cribari   | Udinese   | prestito                  |
| D        | Andrea Giallombardo       | Livorno   | prestito                  |
| D        | Cristiano Gimelli         | Casale    | fine prestito             |
| D        | Felice Piccolo            | Juventus  | prestito                  |
| D        | Sebastiano Siviglia       | Parma     | svincolato                |
| D        | Guglielmo Stendardo       | Perugia   | svincolato                |
| C        | Valon Behrami             | Genoa     | compartecipazione         |
| C        | Fabio Firmani             | Catania   | svincolato                |
| C        | Christian Thielsen Keller | Torino    | svincolato                |
| C        | Miguel Mea Vitali         | Sora      | fine prestito             |
| C        | Gaby Mudingayi            | Torino    | svincolato                |
| C        | Braian Robert             | Catanzaro | fine prestito             |
| A        | Simone Inzaghi            | Sampdoria | fine prestito             |
| A        | Goran Pandev              | Inter     | rinnovo compartecipazione |
| A        | Igli Tare                 | Bologna   | definitivo                |

| Cessioni | Cessioni              | Cessioni        | Cessioni            |
| R.       | Nome                  | da              | Modalità            |
| -------- | --------------------- | --------------- | ------------------- |
| P        | Fabrizio Casazza      | Pavia           | svincolato          |
| D        | Fernando Couto        | Parma           | svincolato          |
| D        | Cristiano Gimelli     | Viterbese       | prestito            |
| D        | Matías Lequi          | Celta Vigo      | prestito            |
| D        | Óscar López           | Barcellona      | fine prestito       |
| D        | Paolo Negro           | Siena           | svincolato          |
| D        | Simone Sannibale      | Salernitana     | prestito            |
| D        | Anthony Šerić         | Verona          | fine prestito       |
| D        | Leonardo Talamonti    | Rosario Central | fine prestito       |
| C        | Dino Baggio           | Triestina       | svincolato          |
| C        | Emiliano Corsi        | Giulianova      | svincolato          |
| C        | Alessio Ferrazza      | Verona          | definitivo          |
| C        | Antonio Filippini     | Palermo         | fine prestito       |
| C        | Emanuele Filippini    | Palermo         | fine prestito       |
| C        | Giuliano Giannichedda | Juventus        | svincolato          |
| C        | Esteban González      | Gimnasia (LP)   | fine prestito       |
| C        | Miguel Mea Vitali     | Levadeiakos     | risoluzione         |
| C        | Fabrizio Melara       | Salernitana     | prestito            |
| C        | Braian Robert         | La Plata        | definitivo          |
| C        | Simone Rughetti       | Tivoli          | definitivo          |
| A        | Fabio Bazzani         | Sampdoria       | fine prestito       |
| A        | Claudio De Sousa      | Torino          | definitivo          |
| A        | Alfonso Delgado       | SPAL            | prestito            |
| A        | Claudio López         | América         | riscatto cartellino |
| A        | Roberto Muzzi         | Torino          | definitivo          |

### Sessione invernale
| Acquisti | Acquisti           | Acquisti    | Acquisti      |
| R.       | Nome               | da          | Modalità      |
| -------- | ------------------ | ----------- | ------------- |
| P        | Samir Handanovič   | Treviso     | prestito      |
| D        | Guilherme Siqueira | Inter       | prestito      |
| C        | Valon Behrami      | Genoa       | definitivo    |
| C        | Massimo Bonanni    | Palermo     | prestito      |
| C        | Stefano Mauri      | Udinese     | prestito      |
| C        | Fabrizio Melara    | Salernitana | fine prestito |
| A        | Alfonso Delgado    | SPAL        | fine prestito |

| Cessioni | Cessioni        | Cessioni       | Cessioni          |
| R.       | Nome            | da             | Modalità          |
| -------- | --------------- | -------------- | ----------------- |
| P        | Matteo Sereni   | Treviso        | prestito          |
| D        | Marco Angeletti | Sambenedettese | compartecipazione |
| C        | Roberto Baronio | Udinese        | prestito          |
| C        | César           | Inter          | definitivo        |
| C        | Andrea Ciani    | Genoa          | definitivo        |
| C        | Fabrizio Melara | Sambenedettese | compartecipazione |
| A        | Alfonso Delgado | Potenza        | compartecipazione |
| A        | Simone Perugini | Sambenedettese | compartecipazione |

## Risultati

### Serie A

#### Girone di andata
| Arbitro: | Dondarini (Finale Emilia) |

|            |           |  |
| Pandev 21’ | Marcatori |  |

| Arbitro: | Bertini (Arezzo) |

|          |           |              |
| Suazo 1’ | Marcatori | 13’ Siviglia |

| Arbitro: | P.S. Mazzoleni (Bergamo) |

|                                       |           |           |
| Rocchi 20’ Pandev 26’ Oddo 87’ (rig.) | Marcatori | 44’ Pinga |

| Arbitro: | Dondarini (Finale Emilia) |

|                       |           |  |
| Ševčenko 12’ Kaká 14’ | Marcatori |  |

| Arbitro: | Saccani (Mantova) |

|                                           |           |                                   |
| Rocchi 58’, 86’ Pandev 59’ Manfredini 65’ | Marcatori | 36’ A. Caracciolo 49’ M. González |

| Arbitro: | Rosetti (Torino) |

|                                               |           |  |
| Iaquinta 52’ (rig.) Di Natale 81’ Candela 90’ | Marcatori |  |

| Arbitro: | Rizzoli (Bologna) |

|           |           |  |
| Zauri 82’ | Marcatori |  |

| Arbitro: | Paparesta (Bari) |

|           |           |            |
| Totti 40’ | Marcatori | 57’ Rocchi |

| Arbitro: | Ayroldi (Molfetta) |

|                            |           |                           |
| Rocchi 21’ Oddo 90’ (rig.) | Marcatori | 48’ D'Anna 66’ Pellissier |

| Arbitro: | Rocchi (Firenze) |

|                  |           |  |
| Zauri 78’ (aut.) | Marcatori |  |

| Roma 5 novembre 2005, ore 20:30 CET 11ª giornata | Lazio             | 0 – 0 referto | Inter | Stadio Olimpico (33.367 spett.)\| Arbitro: \| Messina (Bergamo) \| |
| Arbitro:                                         | Messina (Bergamo) |               |       |                                                                    |

| Arbitro: | Racalbuto (Gallarate) |

|                      |           |  |
| Diana 71’ Flachi 73’ | Marcatori |  |

| Arbitro: | Tagliavento (Terni) |

|                               |           |                                |
| Bonetto 55’ Tavano 58’ (rig.) | Marcatori | 28’ Dabo 77’ Tare 80’ Liverani |

| Arbitro: | Marelli (Como) |

|                                 |           |                                |
| Di Canio 42’ César 61’ Tare 80’ | Marcatori | 53’ Bogdani 90’ (aut.) Peruzzi |

| Arbitro: | Tombolini (Ancona) |

|                                    |           |            |
| De Ascentis 58’ Peruzzi 79’ (aut.) | Marcatori | 65’ Pandev |

| Arbitro: | Pieri (Lucca) |

|            |           |               |
| Rocchi 16’ | Marcatori | 26’ Trezeguet |

| Lecce 21 dicembre 2005, ore 20.30 CET 17ª giornata | Lecce         | 0 – 0 referto | Lazio | Stadio Via del Mare (12.082 spett.)\| Arbitro: \| Lops (Torino) \| |
| Arbitro:                                           | Lops (Torino) |               |       |                                                                    |

| Arbitro: | Stefanini (Prato) |

|                                                |           |           |
| Di Canio 28’ Mudingayi 34’ Pandev 73’ Tare 80’ | Marcatori | 14’ Guana |

| Arbitro: | Dondarini (Finale Emilia) |

|             |           |           |
| Corradi 39’ | Marcatori | 6’ Rocchi |

#### Girone di ritorno
| Arbitro: | Pieri (Lucca) |

|            |           |                |
| Rafael 22’ | Marcatori | 78’ Manfredini |

| Arbitro: | M. Mazzoleni (Bergamo) |

|              |           |           |
| Di Canio 36’ | Marcatori | 70’ Gobbi |

| Arbitro: | Tagliavento (Terni) |

|  |           |            |
|  | Marcatori | 87’ Rocchi |

| Roma 5 febbraio 2006, ore 20:30 CET 23ª giornata | Lazio             | 0 – 0 referto | Milan | Stadio Olimpico (29.956 spett.)\| Arbitro: \| Saccani (Mantova) \| |
| Arbitro:                                         | Saccani (Mantova) |               |       |                                                                    |

| Arbitro: | Rocchi (Firenze) |

|                                                    |           |             |
| M. González 12’ Gio. Tedesco 57’ A. Caracciolo 65’ | Marcatori | 84’ Belleri |

| Arbitro: | De Marco (Chiavari) |

|            |           |                     |
| Rocchi 20’ | Marcatori | 26’ (rig.) Iaquinta |

| Arbitro: | Tagliavento (Terni) |

|             |           |                        |
| Bojinov 60’ | Marcatori | 33’ Behrami 50’ Rocchi |

| Arbitro: | Trefoloni (Siena) |

|  |           |                         |
|  | Marcatori | 31’ Taddei 63’ Aquilani |

| Arbitro: | P.S. Mazzoleni (Bergamo) |

|                     |           |                           |
| Tiribocchi 42’, 45’ | Marcatori | 32’ Mauri 67’ (rig.) Oddo |

| Arbitro: | Stefanini (Prato) |

|                                    |           |             |
| Di Canio 25’ Rocchi 36’ Pandev 68’ | Marcatori | 69’ Amoruso |

| Arbitro: | Pieri (Lucca) |

|                          |           |            |
| Figo 37’ Recoba 46’, 72’ | Marcatori | 54’ Pandev |

| Arbitro: | Rosetti (Torino) |

|                      |           |  |
| Oddo 70’, 90’ (rig.) | Marcatori |  |

| Arbitro: | Ayroldi (Molfetta) |

|                                   |           |                                      |
| Pandev 7’ Behrami 8’ Di Canio 80’ | Marcatori | 25’ Tosto 64’ Tavano 90’ (aut.) Oddo |

| Arbitro: | Rizzoli (Bologna) |

|                           |           |                               |
| Vergassola 24’ Chiesa 40’ | Marcatori | 14’ Mauri 22’ Rocchi 50’ Dabo |

| Arbitro: | Trefoloni (Siena) |

|                                 |           |                |
| Oddo 20’ (rig.) Pandev 56’, 71’ | Marcatori | 52’ G. Colucci |

| Arbitro: | Paparesta (Bari) |

|               |           |            |
| Trezeguet 87’ | Marcatori | 29’ Rocchi |

| Arbitro: | Gava (Conegliano) |

|            |           |  |
| Rocchi 57’ | Marcatori |  |

| Arbitro: | Marelli (Como) |

|              |           |                                                    |
| Ferrante 30’ | Marcatori | 7’ Stendardo 11’ (rig.) Oddo 20’ Pandev 57’ Rocchi |

| Arbitro: | Giannoccaro (Lecce) |

|            |           |  |
| Rocchi 61’ | Marcatori |  |

### Coppa Italia
| Arbitro: | Pantana (Macerata) |

|                                  |           |  |
| S. Inzaghi 39’ (rig.) Pandev 84’ | Marcatori |  |

| Padova 12 gennaio 2006, ore 20:30 CET Ottavi di finale - Ritorno | Cittadella                  | 0 – 0 | Lazio | Stadio Euganeo (690 spett.)\| Arbitro: \| Girardi (San Donà di Piave) \| |
| Arbitro:                                                         | Girardi (San Donà di Piave) |       |       |                                                                          |

| Arbitro: | Rizzoli (Bologna) |

|                |           |               |
| Manfredini 27’ | Marcatori | 26’ Stanković |

| Arbitro: | Morganti (Ascoli Piceno) |

|               |           |  |
| Stanković 37’ | Marcatori |  |

### Coppa Intertoto
| Arbitro: | Piccirillo |

|                                     |           |  |
| Belleri 28’ Rocchi 29’ Di Canio 47’ | Marcatori |  |

| Arbitro: | Styles |

|          |           |           |
| Wiss 88’ | Marcatori | 90’ Muzzi |

| Arbitro: | Megía Dávila |

|              |           |           |
| Di Canio 42’ | Marcatori | 70’ Méïté |

| Arbitro: | Almeida Costa |

|                                  |           |  |
| Niang 60’ Mendoza 61’ Ribéry 65’ | Marcatori |  |

## Statistiche

### Statistiche di squadra
Statistiche aggiornate al 14 maggio 2006.
| Competizione    | Punti | In casa | In casa | In casa | In casa | In casa | In casa | In trasferta | In trasferta | In trasferta | In trasferta | In trasferta | In trasferta | Totale | Totale | Totale | Totale | Totale | Totale | DR  |
| Competizione    | Punti | G       | V       | N       | P       | Gf      | Gs      | G            | V            | N            | P            | Gf           | Gs           | G      | V      | N      | P      | Gf     | Gs     | DR  |
| --------------- | ----- | ------- | ------- | ------- | ------- | ------- | ------- | ------------ | ------------ | ------------ | ------------ | ------------ | ------------ | ------ | ------ | ------ | ------ | ------ | ------ | --- |
| Serie A         | 32    | 19      | 11      | 7       | 1       | 34      | 18      | 19           | 5            | 7            | 7            | 23           | 29           | 38     | 16     | 14     | 8      | 57     | 47     | +10 |
| Coppa Italia    | -     | 2       | 1       | 1       | 0       | 3       | 1       | 2            | 0            | 1            | 1            | 0            | 1            | 4      | 1      | 2      | 1      | 3      | 2      | +1  |
| Coppa Intertoto | -     | 2       | 1       | 1       | 0       | 4       | 1       | 2            | 0            | 1            | 1            | 1            | 4            | 4      | 1      | 2      | 1      | 5      | 5      | 0   |
| Totale          | -     | 23      | 13      | 9       | 1       | 41      | 20      | 23           | 5            | 9            | 9            | 24           | 34           | 46     | 18     | 18     | 10     | 65     | 54     | +11 |

### Andamento in campionato[10]
| Giornata  | 1 | 2 | 3 | 4 | 5 | 6 | 7 | 8 | 9 | 10 | 11 | 12 | 13 | 14 | 15 | 16 | 17 | 18 | 19 | 20 | 21 | 22 | 23 | 24 | 25 | 26 | 27 | 28 | 29 | 30 | 31 | 32 | 33 | 34 | 35 | 36 | 37 | 38 |
| --------- | - | - | - | - | - | - | - | - | - | -- | -- | -- | -- | -- | -- | -- | -- | -- | -- | -- | -- | -- | -- | -- | -- | -- | -- | -- | -- | -- | -- | -- | -- | -- | -- | -- | -- | -- |
| Luogo     | C | T | C | T | C | T | C | T | C | T  | C  | T  | T  | C  | T  | C  | T  | C  | T  | T  | C  | T  | C  | T  | C  | T  | C  | T  | C  | T  | C  | C  | T  | C  | T  | C  | T  | C  |
| Risultato | V | N | V | P | V | P | V | N | N | P  | N  | P  | V  | V  | P  | N  | N  | V  | N  | N  | N  | V  | N  | P  | N  | V  | P  | N  | V  | P  | V  | N  | V  | V  | N  | V  | V  | V  |
| Posizione | 1 | 4 | 2 | 7 | 4 | 8 | 4 | 5 | 5 | 8  | 10 | 12 | 9  | 8  | 8  | 8  | 8  | 7  | 8  | 9  | 9  | 8  | 7  | 8  | 9  | 8  | 8  | 8  | 7  | 8  | 6  | 7  | 6  | 6  | 6  | 6  | 6  | 6  |

Fonte:  Serie A – Classifiche, su transfermarkt.it, Transfermarkt.
Legenda:

Luogo: C = Casa; T = Trasferta. Risultato: V = Vittoria; N = Pareggio; P = Sconfitta.

### Statistiche dei giocatori
| Giocatore       | Serie A  | Serie A | Serie A     | Serie A    | Coppa Italia | Coppa Italia | Coppa Italia | Coppa Italia | Coppa Intertoto | Coppa Intertoto | Coppa Intertoto | Coppa Intertoto | Totale   | Totale | Totale      | Totale     |
| Giocatore       | Presenze | Reti    | Ammonizioni | Espulsioni | Presenze     | Reti         | Ammonizioni  | Espulsioni   | Presenze        | Reti            | Ammonizioni     | Espulsioni      | Presenze | Reti   | Ammonizioni | Espulsioni |
| --------------- | -------- | ------- | ----------- | ---------- | ------------ | ------------ | ------------ | ------------ | --------------- | --------------- | --------------- | --------------- | -------- | ------ | ----------- | ---------- |
| M. Ballotta     | 8        | -7      | -           | -          | 4            | -2           | 0            | 0            | -               | -               | -               | -               | 12       | -9     | 0           | 0          |
| R. Baronio      | 7        | 0       | 3           | 0          | 2            | 0            | 0            | 0            | -               | -               | -               | -               | 9        | 0      | 3           | 0          |
| V. Behrami      | 26       | 2       | 10          | 1          | 2            | 0            | 0            | 0            | -               | -               | -               | -               | 28       | 2      | 10          | 1          |
| M. Belleri      | 16       | 1       | 2           | 0          | 1            | 0            | 0            | 0            | 4               | 1               | 0               | 0               | 21       | 2      | 2           | 0          |
| M. Bonanni      | 9        | 0       | 0           | 0          | 1            | 0            | 0            | 0            | -               | -               | -               | -               | 10       | 0      | 0           | 0          |
| César           | 11       | 1       | 1           | 0          | -            | -            | -            | -            | 4               | 0               | 1               | 0               | 15       | 1      | 2           | 0          |
| E. Cribari      | 28       | 0       | 5           | 0          | 4            | 0            | 0            | 0            | 4               | 0               | 1               | 0               | 36       | 0      | 6           | 0          |
| O. Dabo         | 31       | 2       | 7           | 1          | 4            | 0            | 1            | 0            | -               | -               | -               | -               | 35       | 2      | 8           | 1          |
| L. De Silvestri | -        | -       | -           | -          | 1            | 0            | 0            | 0            | 2               | 0               | 0               | 0               | 3        | 0      | 0           | 0          |
| P. Di Canio     | 27       | 5       | 3           | 0          | 1            | 0            | 0            | 1            | 4               | 2               | 1               | 0               | 32       | 7      | 4           | 1          |
| F. Firmani      | 7        | 0       | 4           | 0          | -            | -            | -            | -            | 4               | 0               | 1               | 0               | 11       | 0      | 5           | 0          |
| A. Giallombardo | 6        | 0       | 0           | 0          | 2            | 0            | 1            | 0            | -               | -               | -               | -               | 8        | 0      | 1           | 0          |
| S. Handanovič   | 1        | -0      | 0           | 0          | -            | -            | -            | -            | -               | -               | -               | -               | 1        | -0     | 0           | 0          |
| S. Inzaghi      | 7        | 0       | 1           | 0          | 2            | 1            | 0            | 0            | -               | -               | -               | -               | 9        | 1      | 1           | 0          |
| C. T. Keller    | 7        | 0       | 0           | 0          | 2            | 0            | 0            | 0            | -               | -               | -               | -               | 9        | 0      | 0           | 0          |
| M. Lequi        | -        | -       | -           | -          | -            | -            | -            | -            | 3               | 0               | 1               | 0               | 3        | 0      | 1           | 0          |
| F. Liverani     | 29       | 1       | 5           | 1          | 2            | 0            | 0            | 0            | 4               | 0               | 0               | 0               | 35       | 1      | 5           | 1          |
| C. Manfredini   | 26       | 2       | 6           | 0          | 3            | 1            | 0            | 0            | 4               | 0               | 1               | 0               | 33       | 3      | 7           | 0          |
| S. Mauri        | 15       | 2       | 1           | 0          | 2            | 0            | 1            | 0            | -               | -               | -               | -               | 17       | 2      | 2           | 0          |
| G. Mudingayi    | 14       | 1       | 0           | 0          | 3            | 0            | 1            | 0            | -               | -               | -               | -               | 17       | 1      | 1           | 0          |
| R. Muzzi        | 1        | 0       | 0           | 0          | -            | -            | -            | -            | 4               | 1               | 0               | 0               | 5        | 1      | 0           | 0          |
| M. Oddo         | 35       | 7       | 5           | 0          | 3            | 0            | 0            | 0            | -               | -               | -               | -               | 38       | 7      | 5           | 0          |
| G. Pandev       | 35       | 11      | 3           | 0          | 3            | 1            | 0            | 0            | 3               | 0               | 0               | 0               | 41       | 12     | 3           | 0          |
| A. Peruzzi      | 30       | -38     | 0           | 0          | -            | -            | -            | -            | -               | -               | -               | -               | 30       | -38    | 0           | 0          |
| F. Piccolo      | 2        | 0       | 0           | 0          | -            | -            | -            | -            | -               | -               | -               | -               | 2        | 0      | 0           | 0          |
| T. Rocchi       | 37       | 16      | 3           | 0          | 1            | 0            | 0            | 0            | 3               | 1               | 1               | 0               | 41       | 17     | 4           | 0          |
| S. Sannibale    | -        | -       | -           | -          | -            | -            | -            | -            | 3               | 0               | 0               | 0               | 3        | 0      | 0           | 0          |
| M. Sereni       | 2        | -2      | 0           | 0          | -            | -            | -            | -            | 4               | -5              | 0               | 0               | 6        | -7     | 0           | 0          |
| G. Siqueira     | -        | -       | -           | -          | -            | -            | -            | -            | -               | -               | -               | -               | -        | -      | -           | -          |
| S. Siviglia     | 31       | 1       | 3           | 1          | 2            | 0            | 1            | 0            | -               | -               | -               | -               | 33       | 1      | 4           | 1          |
| G. Stendardo    | 18       | 1       | 3           | 0          | 3            | 0            | 2            | 0            | -               | -               | -               | -               | 21       | 1      | 5           | 0          |
| I. Tare         | 22       | 3       | 3           | 0          | 4            | 0            | 0            | 0            | 2               | 0               | 0               | 0               | 28       | 3      | 3           | 0          |
| L. Zauri        | 37       | 1       | 6           | 0          | 4            | 0            | 1            | 0            | 4               | 0               | 1               | 0               | 45       | 1      | 8           | 0          |